# 高加索-2020
高加索-2020是2020年9月21日至26日在俄罗斯举行的军事演习，中华人民共和国共派出200多名军人，携带轻型战车，搭乘多架运-20运输机参加。演习地点包括卡普斯京亚尔靶场及阿斯特拉罕州哈拉巴利区。印度未参与此次演习。